# Shahada

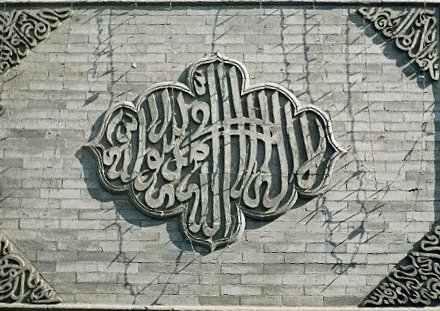
Shahada, den muslimska trosbekännelsen, i konstnärligt utförd arabisk kalligrafi på en stentavla i den stora moskén i Xi'an i Shaanxiprovinsen i Kina.

Shahada (med arabisk skrift شهادة) är den muslimska trosbekännelsen och en av islams fem pelare. Ordet shahada är ett substantiv som härrör från verbet shahida som betyder att observera, att vittna om, eller intyga.
Trosbekännelsen lyder på arabiska: أشهد أن لا إله إلاَّ الله و أشهد أن محمد رسول الله (ʾash-hadu ʾan lā ilāha illa-llāh, wa ʾash-hadu ʾanna muḥammadan rasūlu-llāh)( Lyssna (fil)), eller: لا إله إلا الله محمد رسول الله (Lā 'ilāha 'illa-llāh wa Muḥammadun rasūlu-lāh), det vill säga "Det finns ingen gud utom Gud och Muhammed är hans sändebud". 
Den första delen av trosbekännelsen förekommer i Koranen, sura 37:35 och 47:19. I den andra delen bekräftas att Muhammed är Guds sändebud enligt Koranens sura 48:29. 
Shiitiska muslimer gör ett tillägg om att Ali är profetens efterträdare. Bekännelsen lyder: "Det finns ingen gudom värdig att dyrka utom Gud och Muhammed är Hans sändebud. Ali är Hans älskade och utvalde och profetens efterträdare." Alternativt lyder den tredje delen på arabiska bara: وَعَلِيٌّ وَلِيُّ ٱللَّٰهِ (wa ʿalīyun walīyu llāh), som översätts till "Ali är Guds wali".
För att konvertera till islam skall man hysa en uppriktig önskan att bli muslim och äga en innerlig övertygelse om att islam är sanningens religion, påbjuden av Gud för hela mänskligheten samt uttala ”shahada”, trosbekännelsen.